# Spišský Hrušov
Spišský Hrušov é um município da Eslováquia, situado no distrito de Spišská Nová Ves, na região de Košice. Tem 13,07 km² de área e sua população em 2018 foi estimada em 1.294 habitantes.

## Demografia
| Ano:        | 1994 | 2004   | 2014   | 2024   |
| ----------- | ---- | ------ | ------ | ------ |
| Broj ljudi: | 1195 | 1269   | 1261   | 1327   |
| Razlika:    |      | +6,19% | -0,63% | +5,23% |

| Ano:               | 2023 | 2024   |
| ------------------ | ---- | ------ |
| Número de pessoas: | 1332 | 1327   |
| Diferença:         |      | -0,37% |